# James Carr-Boyle (5e comte de Glasgow)
James Carr-Boyle, 5e comte de Glasgow (10 avril 1792 - 11 mars 1869), titré vicomte de Kelburn de 1818 à 1843, est un homme politique et un commandant de la marine britannique.

## Biographie
Il est le fils de George Boyle (4e comte de Glasgow), et d'Augusta, fille de James Hay (15e comte d'Erroll). En 1822, il prend par licence royale le nom de famille supplémentaire de Carr.
Il est capitaine dans la Royal Navy et siège comme député d'Ayrshire de 1839 à 1843. Entre 1844 et 1869, il est Lord Lieutenant du Renfrewshire.

## Famille
Lord Glasgow épouse Georgina Ann, fille d'Edward Hay-Mackenzie, en 1821. Il meurt en mars 1869, à l'âge de 76 ans, et est remplacé dans le comté par son demi-frère, George. Lady Glasgow est décédée en mars 1895.